# آکبوم
آکبوم (به لاتین: Akbom) یک منطقهٔ مسکونی در روسیه است که در جمهوری آلتای واقع شده‌است.